# Дюнкерк (футбольный клуб)
«Дюнкерк» (фр. USL Dunkerque) — французcкий футбольный клуб из одноимённого города, основанный в 1909 году. Принимает своих соперников на «Стадионе имени Марселя-Трибу», вмещающем приблизительно 4 тысячи зрителей.

## История

### Генезис клуба (1899—1919)
В марте 1899 года, вернувшись из поездки к своему дяде в Шотландию, где он открыл для себя новый вид спорта – футбол, житель города Дюнкерк Марсель Трибю поделился своим открытием с друзьями. Группа друзей обосновалась на военном полигоне, а годом позже, в марте 1900 года, мужчины основали «Спортивный союз Мало-ле-Бен», названный так в честь соседнего муниципалитета. Новый футбольный клуб принял участие в фарватере Северного чемпионата в Союзе французских атлетических спортивных обществ.
В то же время, гребной клуб «Спортинг Дюнкерк» создал также футбольную секцию. Первое футбольное дерби города Дюнкерк состоялось 17 ноября 1901 года и было уверено выиграно «Спортингом» со счётом 2:0. В 1904 году, после переговоров «Спортивный союз Мало-ле-Бен» окончательно поглотил «Спортинг Дюнкерк».
В январе 1909 года, когда «Мало-Ле-Бен» уже играет на высшем региональном уровне, бывший член Северного комитета Союза французских атлетических спортивных обществ и бывший секретарь «Мало-ле-Бен», основывает дюнкеркский спортивный клуб с уклоном на футбол под названием «Серкль Олимпик», который вскоре насчитывает уже около тридцати членов. 21 марта 1909 года состоялся их первый матч в серии товарищеских игр с «Мало-ле-Бен», закончившийся победой последних со счётом 3:0.
Тем временем, Анри Феррари, ещё один спортсмен из Дюнкерка, решил основать свой клуб. Обращаясь к тем же людям, кого он звал в «Серкль Олимпик», он, в конечном итоге, встречает Луи Блонделя. Они решают объединиться и при активной поддержке «Мало-ле-Бена» в мае 1909 года преобразуют «Серкль Олимпик» в «Стад Дюнкерк». Первым президентом был избран Пол Капелле, кампания получила поддержку мэра Дюнкерка и заместителя префекта.
Амбициозный «Стад Дюнкерк» приобрел землю на трассе де Бен и, после двух лет работы, построил там стадион под названием «Стад де ла Виктуар», торжественно открытый 16 апреля 1911 года большим спортивным праздником, перемежающимся матчем против лондонской любительской команды «Лейтон Мэйнор», проигранным «Стад Дюнкерком» со счетом 2:4.
«Стад Дюнкерк» начинает свой первый официальный сезон 1909-1910 годов во втором по силе дивизионе Северного чемпионата, в то время как «Спортивный союз Мало-ле-Блен» всё ещё выступает в высшем, где противостоит лучшим клубам Северной Франции. Так, 30 января 1910 года в последнем туре Северного чемпионата, «Мало-ле-Бен» в праздничном матче принимает «Расинг Рубе», пятикратного чемпиона Франции в период с 1902 по 1908 годы, и побеждает их со счётом 3:2.
По итогам сезона 1912-1913 годов, «Спортивний союз Мало-ле-Бен» окончательно вылетел во 2 дивизион. Впервые он и «Стад Дюнкерк» играют вместе в одном дивизионе. Первое дерби в официальном матче состоялось 23 ноября 1913 года, первые доказали свое превосходство, обыграв «Стад Дюнкерк» со счётом 5:2. Вторая, третья, четвёртая и пятая команды также выиграли свои матчи в тот день. На ответный матче, разыгранный 15 февраля 1914 года, «Спортивный союз» привозит только лишь 8 игроков, но по-прежнему выигрывает 3:1 и обеспечивает первое место в этой группе, в то время как «Стад Дункерк» финиширует пятим из шести клубов. «Мало-ле-Бен» подтверждает своё превосходство, снова одерживая вверх в футбольном дерби Дюнкерка в сезоне 1914-1915 годов, который не был доигран из-за начала Первой мировой войны.

## Известные игроки
- Набиль Бенталеб
- Константин Сарсания
- Томас Доссеви
- Жозе-Карл Пьер-Фанфан
- Аксель Мараваль

## Предыдущие названия
- Union sportive Dunkerque-Malo: 1919—1927
- Union Racing Dunkerque-Malo: 1927—1934
- Olympique dunkerquois: 1934—1954
- Union sportive de Dunkerque: 1954—1987
- Union sportive du littoral de Dunkerque: с 1987

## Достижения
- Чемпион 3 по силе лиги Франции, 1962
- Третье место в Национальной Лиге, 2020 (выход в Лигу 2)
- Победитель CFA (4 по силе), 2013
- Победитель регионального Division d’Honneur: 1960

## Текущий состав
| 1  | Франция        | Вр  | Юэн Жауэн (в аренде из «Реймса»)    | 2005 |  |  |  |  |  |
| 16 | Испания        | Вр  | Адриан Ортола                       | 1993 |  |  |  |  |  |
| 24 | Гвинея         | Вр  | Ибраим Коне                         | 1989 |  |  |  |  |  |
| 60 | Франция        | Вр  | Матис Нифлор (в аренде из «Тулузы») | 2007 |  |  |  |  |  |
|    |                |     |                                     |      |  |  |  |  |  |
| 2  | Франция        | Защ | Алек Жоржен                         | 1998 |  |  |  |  |  |
| 4  | Франция        | Защ | Неемия Фернандес                    | 2004 |  |  |  |  |  |
| 5  | Португалия     | Защ | Диогу Кейрош                        | 1999 |  |  |  |  |  |
| 13 | Флаг Гваделупы | Защ | Жуниор Саннвиль                     | 1991 |  |  |  |  |  |
| 17 | Коморы         | Защ | Юссуф Бенджалуд                     | 1994 |  |  |  |  |  |
| 21 | Франция        | Защ | Жоффре Кондо                        | 2002 |  |  |  |  |  |
| 23 | Франция        | Защ | Венсан Сассо                        | 1991 |  |  |  |  |  |
| 25 | Ангола         | Защ | Нуриу Фортуна (в аренде из «Гента») | 1995 |  |  |  |  |  |
| 26 | Гвинея-Бисау   | Защ | Опа Санганте (капитан)              | 1991 |  |  |  |  |  |
| 27 | Франция        | Защ | Аллан Линге                         | 1999 |  |  |  |  |  |
| 30 | Бразилия       | Защ | Фелипе Абнер                        | 1996 |  |  |  |  |  |
|    |                |     |                                     |      |  |  |  |  |  |

| 6  | Сенегал           | ПЗ  | Пап Дьонг (в аренде из «Страсбура»)    | 2006 |  |  |  |  |  |
| 15 | Мали              | ПЗ  | Анто Секонго                           | 2004 |  |  |  |  |  |
| 20 | Франция           | ПЗ  | Энцо Бардели                           | 2001 |  |  |  |  |  |
| 22 | Финляндия         | ПЗ  | Наатан Скюття                          | 2002 |  |  |  |  |  |
| 31 | Франция           | ПЗ  | Абдулла Ба (в аренде из «Сандерленда») | 2003 |  |  |  |  |  |
|    |                   |     |                                        |      |  |  |  |  |  |
| 8  | Франция           | Нап | Максанс Ривера                         | 2002 |  |  |  |  |  |
| 9  | Нидерланды        | Нап | Кай Теян                               | 1997 |  |  |  |  |  |
| 10 | Франция           | Нап | Марко Эссими                           | 1999 |  |  |  |  |  |
| 11 | Румыния           | Нап | Алекси Питу                            | 2002 |  |  |  |  |  |
| 18 | Франция           | Нап | Гаэтан Курте                           | 1989 |  |  |  |  |  |
| 19 | Марокко           | Нап | Ясин Бамму                             | 1991 |  |  |  |  |  |
| 77 | Кот-д’Ивуар       | Нап | Аристид Зоссу (в аренде из «Осера»)    | 2005 |  |  |  |  |  |
|    | Саудовская Аравия | Нап | Муханад Аль-Саад (в аренде из «Неома») | 2003 |  |  |  |  |  |
| 80 | Марокко           | Нап | Гессим Яссин                           | 2005 |  |  |  |  |  |

## Форма

### Домашняя
| 2020/21 | 2021/22 | 2022/23 | 2023/24 | 2024/25 |

### Гостевая
| 2020/21 | 2021/22 | 2022/23 | 2023/24 | 2024/25 |

### Резервная
| 2020/21 | 2023/24 |

Источники:,